# 奇塔爾馬利烏帕齊拉
奇塔爾馬利乌帕齐拉是孟加拉国巴蓋爾哈德縣的一个乌帕齐拉，位於庫爾納专区的巴蓋爾哈德縣。。

## 人口
據1991年孟加拉國人口普查，奇塔爾馬利共有戶數24,306戶，人口127524人。其中男性佔比50.78%，女性佔比49.22%；成年人口65,065人。該地7歲以上人口之平均識字率為37.0%。